# Zeno Galassi
Zeno Galassi war ein italienischer Hersteller von Automobilen.

## Unternehmensgeschichte
Zeno Galassi gründete 1947 in Macerata das Unternehmen, das seinen Namen trug, zur Produktion von Automobilen. 1950 endete die Produktion.

## Fahrzeuge
Das einzige Modell war ein Kleinstwagen. Für den Antrieb sorgte ein Zweizylinder-Zweitaktmotor mit 250 cm³ Hubraum und 6,5 PS Leistung, der im Heck montiert war. Die bauartbedingte Höchstgeschwindigkeit war mit 70 km/h angegeben. Die offene, türlose Karosserie aus Aluminium bot Platz für zwei Personen.